# Cristòfor Castellví
Cristòfor Castellví va néixer a finals del segle XV o molt principis del segle xvi. Va ser el primer rector de la universitat de l'Estudi General de Barcelona, l'any 1532.

## Biografia
Cristòfor Castellví més endavant va tornar a exercir el càrrec de rector de la universitat de l'Estudi General de Barcelona entre 1535 i 1536.
Al final del seu mandat s'inicien les obres de l'edifici del capdamunt de la Rambla. També va ser canceller entre 1534 i 1535 i entre 1538 i 1539, i tresorer entre 1536 i 1537 i entre 1543 i 1544. Va morir al segle xvi.